# Rasbora hobelmani
Rasbora hobelmani är en fiskart som beskrevs av Kottelat, 1984. Rasbora hobelmani ingår i släktet Rasbora och familjen karpfiskar. Inga underarter finns listade i Catalogue of Life.